# Rörflotjärnen, Jämtland
Rörflotjärnen var en sjö, nu överdämd och en del av Lövöns dämningsområde, i Strömsunds kommun i Jämtland och ingår i Ångermanälvens huvudavrinningsområde.